# 다무라 구니요시

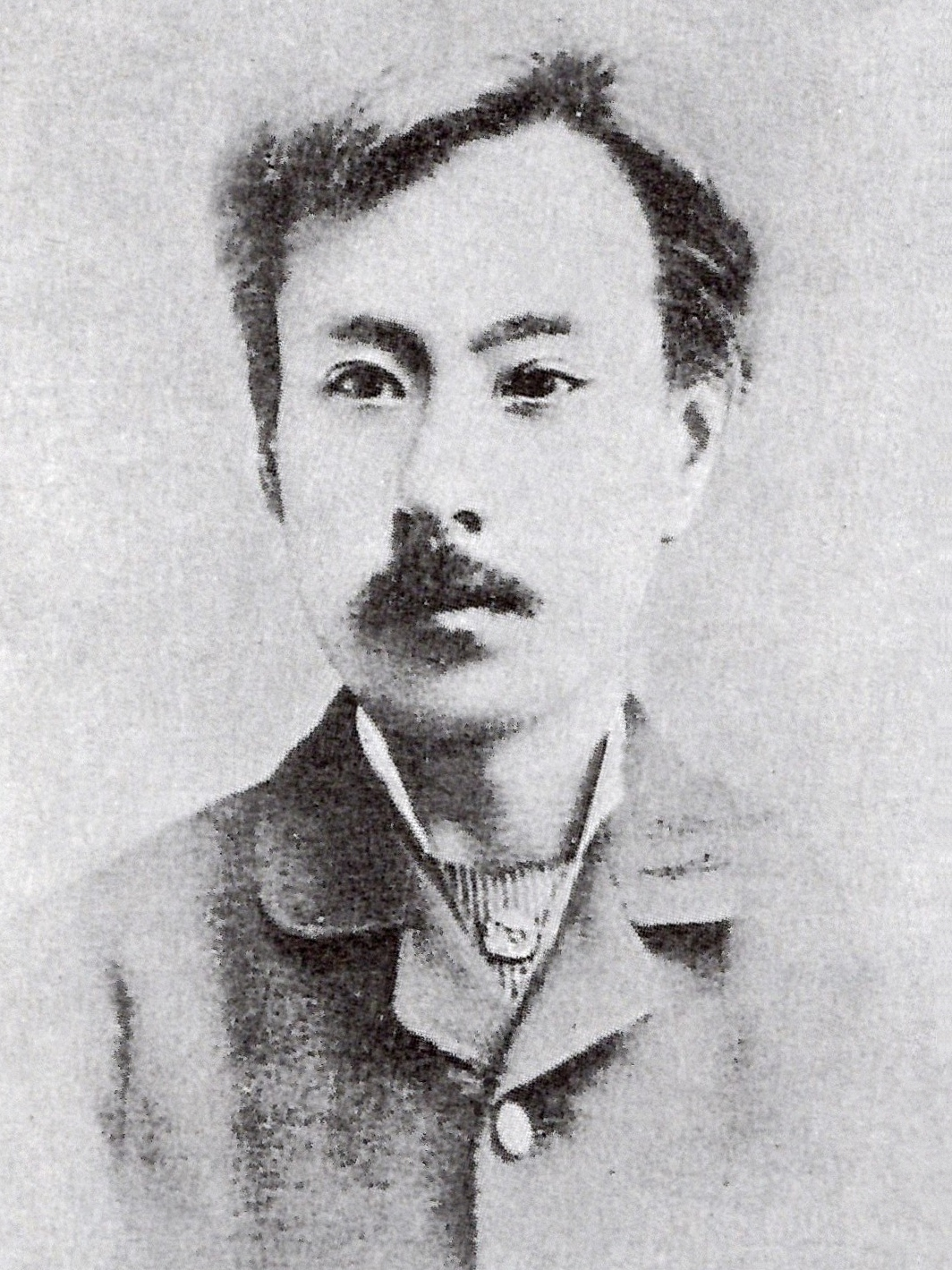

다무라 구니요시(일본어: 田村邦栄, 1852년 7월 7일 ~ 1887년 2월 26일)는 이치노세키번의 10대 번주이다. 어릴적 이름은 게이노신(啓之進)이며, 다른 이름은 다무라 요시아키(田村栄顕)이다. 관위는 종5위하이며, 메이지 시대 이후 자작이었다.
이시카와 요시미쓰의 둘째 아들로 무쓰노쿠니 이구 군(伊具郡)에서 태어났다. 1863년, 이치노세키번주 다무라 유키아키가 본가 센다이번의 양자로 들어가자, 유키아키의 양자로 그 뒤를 이어 이치노세키 번주가 되었다. 1868년, 보신 전쟁 시기에 오우에쓰 열번동맹에 가입하여 신정부군에 저항하였으나, 결국 요네자와번, 센다이번과 함께 항복하였고, 그 처벌로 영지 3천 석을 삭감당하고 강제 은거당하게 되었다. 가독은 아우 다카아키에게 물려주었다.
1869년에 죄를 용서받고 신정부에 출사하였다. 궁중 근번(宮中勤番)과 해군 어용괘(御用掛)를 역임하였으며, 1882년에는 동생으로부터 다시 가독을 이어받게 되어 1884년에 자작이 되었다. 1887년, 36세의 나이로 사망하였다.
|  | 제1대 (이치노세키)다무라 자작가 당주 1884년 ~ 1887년 | 후임 다무라 히로아키 |

| 전임 다무라 유키아키 | 제10대 이치노세키번 번주 1863년 ~ 1868년 | 후임 다무라 다카아키 |